# Борт (швейні вироби)

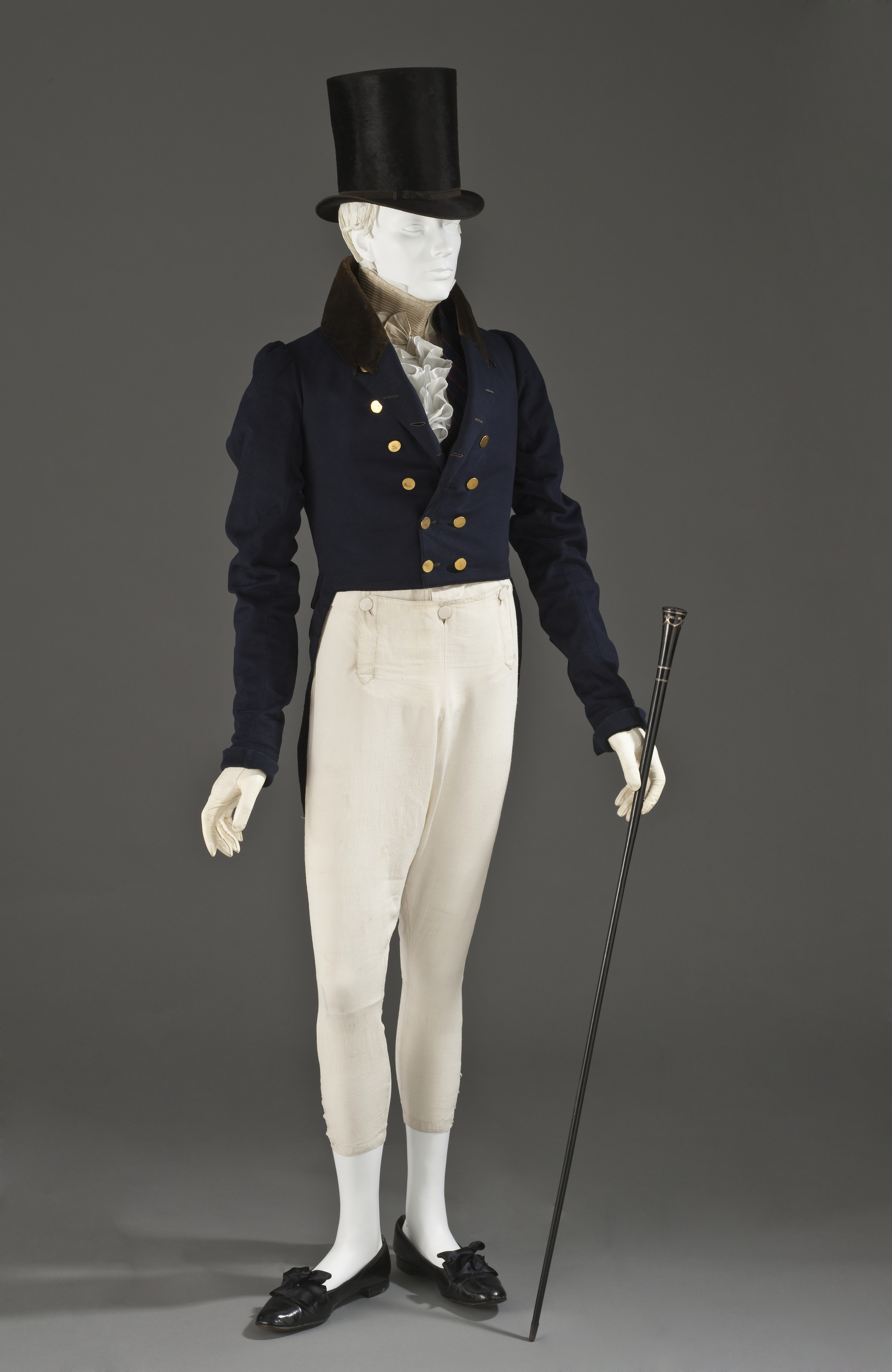
Двобортний чоловічий фрак.

Борт, бо́рти — передній лівий і правий край розпашного одягу, що застібаються спереду на застібку, підперезуються поясом або вільно звисають. Зазвичай борти є лише в плечовому одязі, наприклад: пальто, халат, куртка, кофта, болеро і т. д..

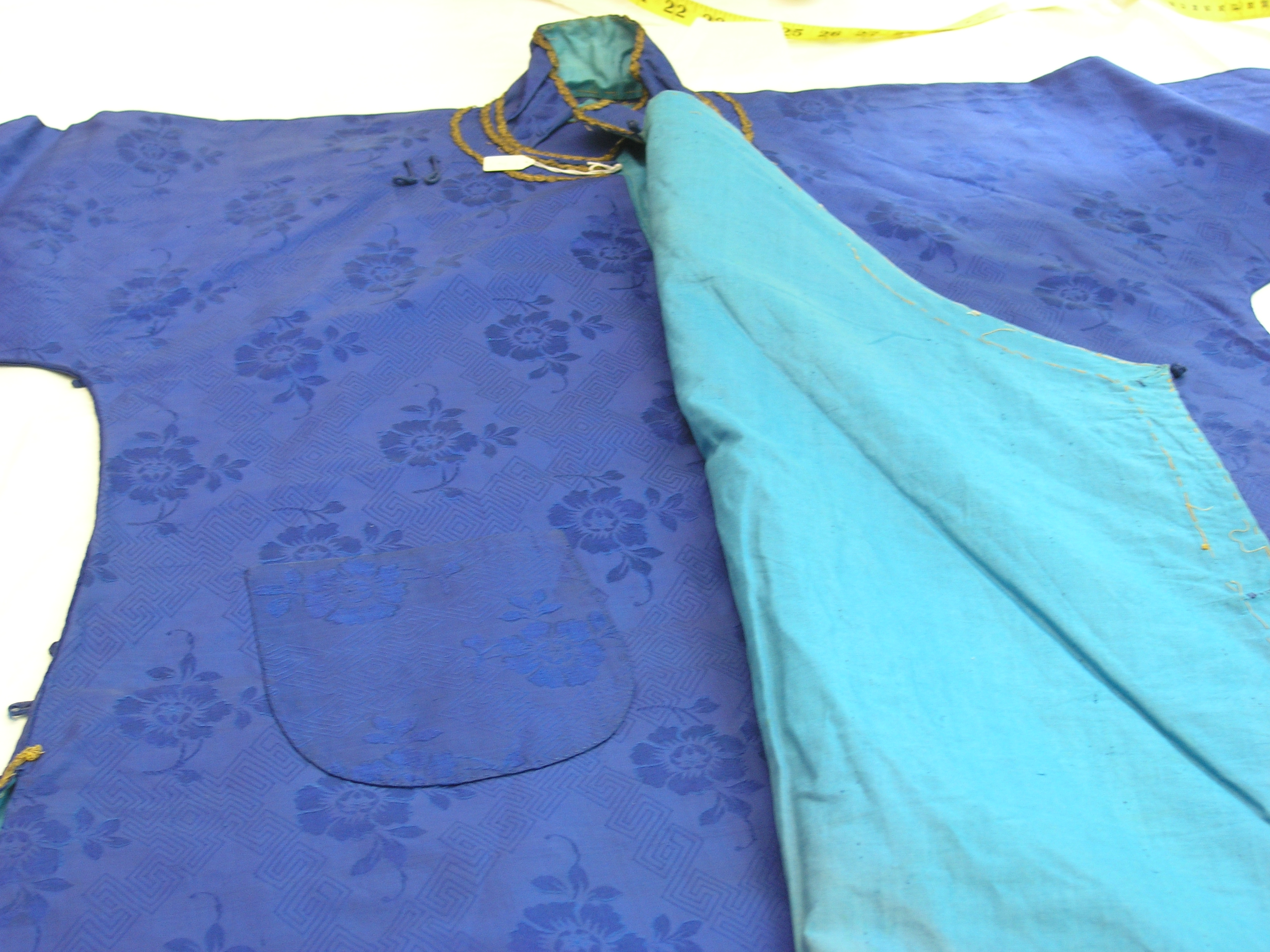
Лівий борт, оброблений підбортом у традиційній китайській сорочці.

Борти пілочок зазвичай обробляються рукошма або на швейних машинах із допомогою швейного приладдя та текстильних матеріалів та обшиваються (з'єднуються із) підбо́ртами. 